# Is Divorce a Failure?
Is Divorce a Failure és una pel·lícula muda dirigida per Wallace Worsley i interpretada per Leah Baird, Richard Tucker i Walter McGrail entre d'altres. Basada en la peça teatral “All Mine”, de Dorian Neve, la pel·lícula es va estrenar el 16 de març de 1923. Es considera una pel·lícula perduda.

## Argument

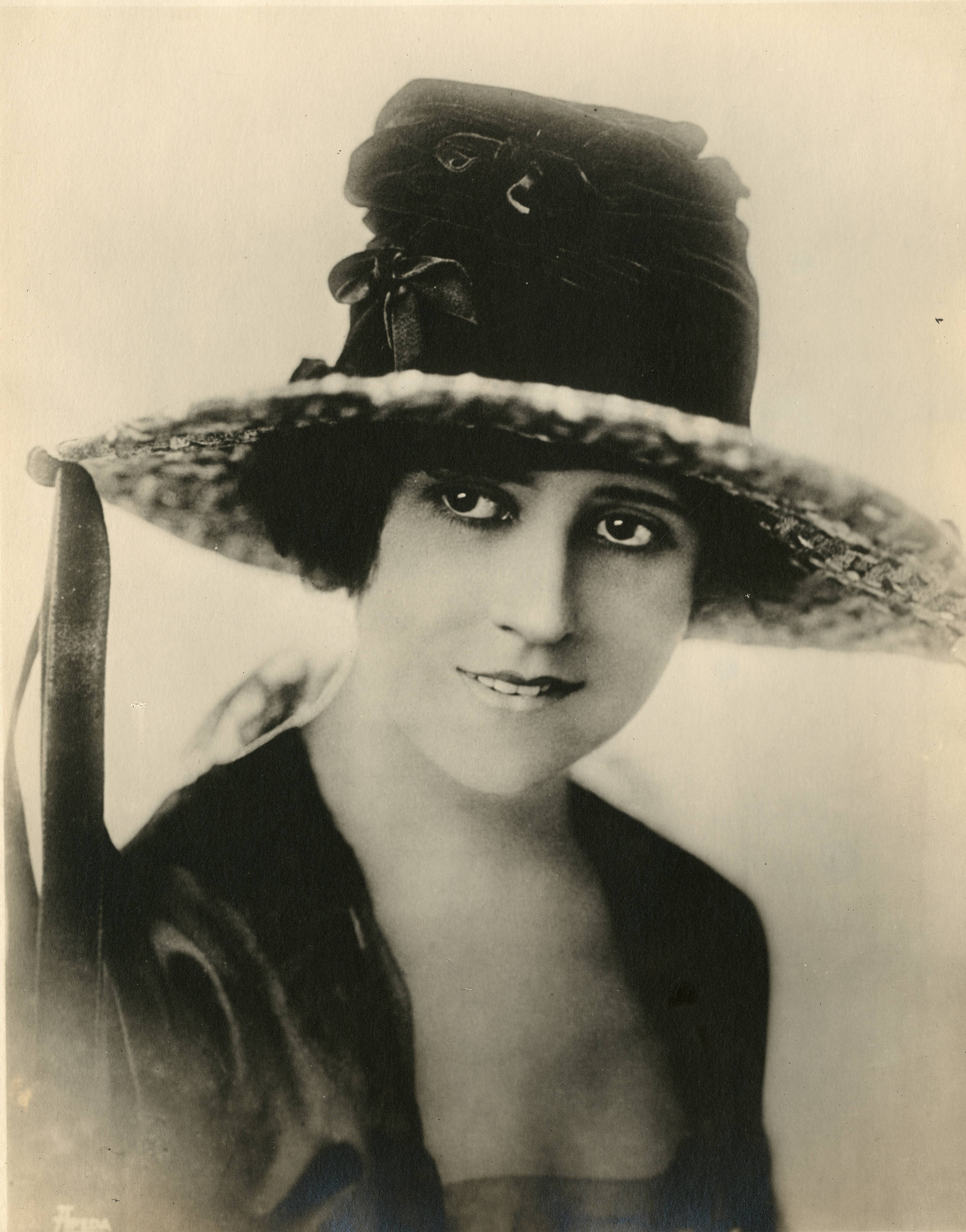
Fotografia promocional de Leah Baird

Carol Lockwood és punt de divorciar-se perquè està enamorada de Kelcey Barton. Decideix però fer un últim creuer de vacances amb el seu marit, David. Un cop al vaixell descobreixen que Kelcey és un dels passatgers. Més tard el vaixell naufraga però Carol, David, Kelcey i Smith, un tripulant del vaixell que també està enamorat de Carol, poden arribar a una illa deserta. A l’illa tots lluiten per captar l'atenció de Carol, que no mostra cap favoritisme. Després que David nedi per unes aigües infestades de taurons per protegir-la, Carol s'adona que encara estima el seu marit. Kelcey i Smith s'uneixen contra David, però els seus esforços es veuen frustrats per una erupció volcànica, un tornado i l'arribada d'un vaixell de rescat.

## Repartiment
- Leah Baird (Carol Lockwood)
- Richard Tucker (David Lockwood)
- Walter McGrail (Kelcey Barton)
- Tom Santschi (Smith)
- Alec B. Francis (Philip Wilkinson)